# Exapostilarion

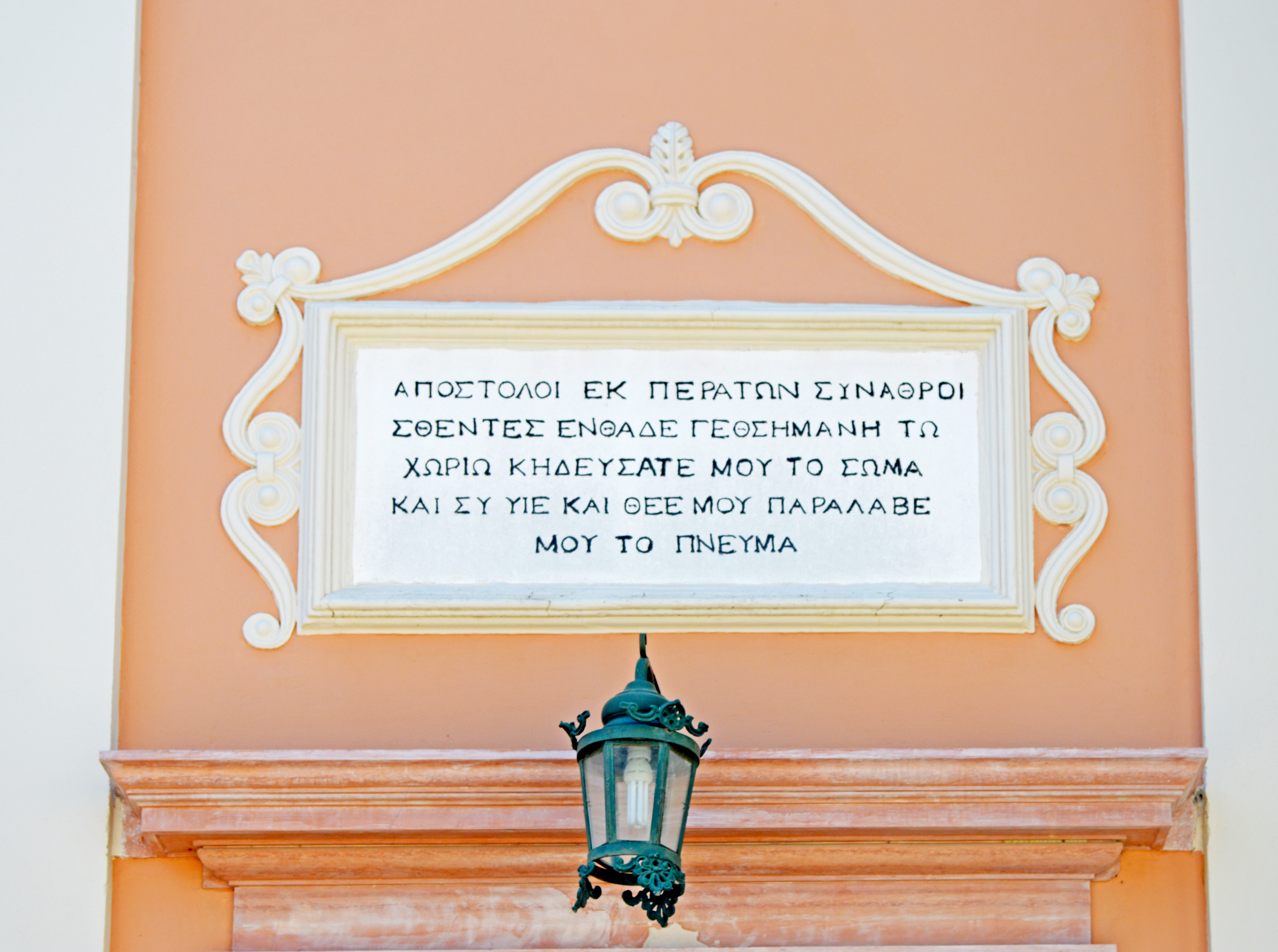
Corfou (Grèce). Inscription au-dessus de l'entrée de la cathédrale du monastère de Platitera. Hymne (Exapostilarion) pour la fête de l'Assomption de la Mère de Dieu : « Apôtres, rassemblés ici des confins de la terre, ensevelissez mon corps à Gethsémani, et toi, mon Fils, reçois mon esprit. »

L'Exapostilarion (du grec ancien : ἐξαποστειλάριον, du verbe ἐξαποστέλλϖ, « envoyer ») est une hymne ou un groupe d'hymnes chantées dans les Églises d'Orient — Églises orthodoxes et Églises catholiques de rite byzantin — après le Canon, à la fin de l'Orthros (Matines). L'Exapostilarion est chanté après la Petite litanie qui suit la 9e ode du canon.
Le terme exapostilarion a la même origine que le mot apôtre qui en grec signifie « envoyé ». Il s'explique par la mention qui y est souvent faite de l'envoi en mission des apôtres après la résurrection du Christ.

## Usage liturgique
Lors des services ordinaires de semaine, en particulier en période de Grand Carême, l'exapostilaire est remplacé par le Photagogicon (du grec ancien : Φωταγωγικον ; slavon d'église : Светиленъ, Svetilen ; « hymne à la lumière »). Les photogogicons de la période de carême sont chantés dans le ton de la semaine, ils sont de nature pénitentielle et leur exécution est similaire au Triadique (hymnes à la Sainte-Trinité) chantés au début de l'Orthros.
Les dimanches, juste avant l'exapostilaire, le diacre entonne avec le chœur « Saint est le Seigneur notre Dieu ». Le texte qui suit est une paraphrase de l'évangile matutinal qui a été lu juste avant le canon.
Durant la Semaine Sainte, les fidèles s'agenouillent en général pendant que le choeur chante l'exapostilaire.
Durant les Pâques, l'exapostilaire est entonnée d'abord par le clergé puis repris trois fois par le chœur sur une mélodie particulièrement joyeuse :
Exapostilaire de Pâques (ton 3)
Tu T'es endormi selon la chair comme un mortel, ô Roi et Seigneur.
Le troisième jour Tu es ressuscité, relevant Adam de la corruption, et mettant fin à la mort :
Ô Pâques de l'incorruptibilité, ô Salut du monde.

### Articles liés
- Orthros
- Canon